# Anacleto Canabal 3ra. Sección
Anacleto Canabal 3ra. Sección är en ort i Mexiko.   Den ligger i kommunen Centro och delstaten Tabasco, i den sydöstra delen av landet, 700 km öster om huvudstaden Mexico City. Anacleto Canabal 3ra. Sección ligger 9 meter över havet och antalet invånare är 2 589.
Terrängen runt Anacleto Canabal 3ra. Sección är mycket platt. Runt Anacleto Canabal 3ra. Sección är det tätbefolkat, med 442 invånare per kvadratkilometer. Närmaste större samhälle är Villahermosa, 7,2 km sydost om Anacleto Canabal 3ra. Sección. Runt Anacleto Canabal 3ra. Sección är det i huvudsak tätbebyggt.